# Halt
halt est une commande Unix standard permettant d'éteindre le système depuis lequel elle est lancée. Elle fonctionne en fait en appelant la commande shutdown avec les arguments appropriés. L'utilisation de la commande halt nécessite les droits d'administrateur. halt est spécifiée par POSIX.